# Atherinella elegans
Atherinella elegans är en fiskart som beskrevs av Chernoff, 1986. Atherinella elegans ingår i släktet Atherinella och familjen Atherinopsidae. Inga underarter finns listade.